# PEARL
PEARL即过程与实验自动化实时语言，为一类计算机编程语言。该语言设计之初便支持多任务处理及实时计算。该语言作为一种高级语言是支持跨平台使用的。自1977年起，德国标准化学会多次定义标准。其最新版本为1998年发布的PEARL-90，该版本由DIN 66253-2标准定义。
尽管PEARL的名称与Perl语言类似，但请区分二者。后者是拉里·沃尔在1987年创建的语言，与PEARL语言无关。

## 特性
PEARL既支持定点数也支持浮点数。此外，它还支持字符、字符串及二进制值。它也支持结构体和多维数组。与此同时，类型化及非类型化指针和类型转换功能也是支持的。考虑到该语言的名称，沃尔把他的Perl语言命名为Perl语言而非PEARL语言。
PEARL是一种高级编程语言。该语言可以舒适、安全并处理器独立地处理多任务及实时问题。自1977年起，在开发过程中该语言多次被标准化。而其最终版本为1998年发布的PEARL-90(DIN 66253-2 1998，柏林，柏斯·施普林格)。
该语言不但能简单处理技术问题的过程映射，而且该语言是开发者友好的。
PEARL语言囊括了其他面向过程编程语言的所有基本数据类型和语法结构。此外，PEARL为处理多任务和实时任务提供了开发者友好的语法要素。
就像大多数其它的高级语言一样，PEARL支持子程序及函数，并且可以传入参数或引用（通过指针）。

## 扩展连接
- 过程与实验自动化实时语言
- PEARL 90 - 语言简介（页面存档备份，存于） (PDF)